# Vergilius Vaticanus
Вергілій Ватиканський, також відомий як Ватиканський Вергілій (Ватикан, Апостольський бібліотека, Код. Вата. лат. 3225), являє собою пізньоантичну ілюмінований рукопис, що містить фрагменти «Енеїди» Вергілія і Георгіки. Вона була зроблена в Рим приблизно в 400 році н. е. і є одним з найстаріших збережених джерел тексту Енеїди. Це найстаріша і одна з трьох стародавніх ілюстрованих рукописів класичної літератури.

## Зміст
Двома іншими збереженими ілюстрованими рукописами класичної літератури є "Роман Вергілія "і"Іліада Амброзіана". Vergilius Vaticanus не слід плутати з Vergilius Romanus (Ватикан, Апостольська бібліотека, Код.Vat. lat. 3867) або неілюстрований Вергілій Августей, дві інші стародавні вергіліанські рукописи в Апостольській бібліотеці.
Вергілій створив класику римської літератури в «Енеїді». Він використовував яскраві локації та емоції для створення образів за допомогою поезії в оповіданні. У ньому розповідається про те, як Еней і його троянські товариші блукали по морях, поки не досягли свого кінцевого пункту призначення в Італії після втечі з міста Трої після Троянської війни. Розповідь включає в себе теми любові, втрат і війни. Троянська війна є джерелом натхнення і каталізатором в довгій низці епічної поезії, що з'явилася після Вергілія.

## Визначення
Ілюстрації були додані трьома різними художниками, всі з яких використовували іконографічні зошити. Перший працював над Георгиками і частинами еклога; тільки двоє працювали над Енеїдою. Ілюстрації кожного окремого художника очевидні в залежності від їх здібностей. Перший художник відрізняється своїм знанням просторової перспективи та анатомії. Його ілюстрації, створені в георгіках і еклога, зосереджені на його майстерності створення відстаней і пейзаж. Ілюстрація того, як стадо ведуть до води, знаходиться на ілюстрації художника до георгикам. Кожна фігура і об'єкт на задньому плані помітні завдяки реалістичному просторовому розташуванню.
У порівнянні з першим художником, другому художнику, який працював над «Енеїдою», не вистачає такого ж знайомства з просторовою перспективою. Поєднання натовпу з будівлями, людьми і горами створює разючий контраст у відкритті Карфагена. В ілюстраціях третього художника є ідеї просторової перспективи, реалістичного простору і фігур. Він використовував свою здатність зображувати реалістичний фон, заснований на його навичках в анатомії людини. Одним із прикладів було те, де покійна Дідона спочиває у своїй прикрашеній спальні в «Голосіння в Дідоні».

## Опис
У рукописі збереглося 76 аркушів з 50 ілюстраціями. Якби, як це було прийнято в той час, рукопис містив всі канонічні твори Вергілія, спочатку в рукописі було б близько 440 аркушів і 280 ілюстрацій. Ілюстрації укладені в рамки і включають пейзаж, архітектуру та інші деталі.
Багато з фоліантів збереглися у вигляді фрагментів. Деякі фрагменти згруповані в четвірки або п'ятірки. Є 50 пошкоджених ілюстрацій в поганому стані. Відновити оригінальну книгу на основі кожного фрагмента нескладно. Канонічні твори Вергілія, що містять 440 фоліантів з 280 ілюстраціями, в той час були звичайними і не містили передмов. Його легко і зручно читати. Немає жодних свідчень значно старішої книги, яку можна було б порівняти за якістю.
З декількох видань Вергілія Vergilius Vaticanus є першим виданням в формі кодексу. Можливо, він був скопійований з набору сувій, що призвело до відсутності ясності при передачі тексту. Там була добре організована майстерня, яка створила Vergilius Vaticanus. Залишаючи прогалини в певних місцях тексту, майстер-переписувач планував включення ілюстрацій при копіюванні тексту.
За традицією і для зручності існували іконографічні моделі, створені трьома різними художниками, які заповнювали ілюстрації. Щоб художник закінчив цю роботу, був вивчений і адаптований набір ілюстрованих сувоїв, які повинні були послужити іконографічними моделями для «Енеїди».
Такого роду невеликі ілюстрації були поміщені в стовпці тексту, який був написаний в стилі папірусу на сувоях.  

### Текст і сценарій
Текст був написаний одним писарем великими літерами в сільському стилі. Як це було прийнято в той час, між словами немає поділу. Один писар використовував пізньоантичні коричневі чорнила, щоб написати весь текст цілком. При збільшенні у вісім разів чорнило не мають зерен, виглядають гладкими і добре збереженими. Вергілій Ватиканський знаходиться в дуже хорошому стані в порівнянні з іншими рукописами того ж періоду часу, які були погано підготовлені, в результаті чого пергамент порвався від дубових горіхів і сульфату заліза. Для проведення відмінностей між товстими і тонкими штрихами писар використовував обрізане широке перо. Перо тримали майже під кутом 60 градусів, де мало відбуватися більшість штрихів.